# Artemisia rhodantha
Artemisia rhodantha là một loài thực vật có hoa trong họ Cúc. Loài này được Rupr. mô tả khoa học đầu tiên năm 1869.